# V2 Records
V2 Records (або V2 Music; V2 — абревіатура від Virgin 2) — звукозаписний лейбл, який був придбаний Universal Music Group у 2007 році та проданий [PIAS] у 2013 році. У Бенілюксі V2 працює окремо від PIAS, оскільки лейбл викупив себе у Universal у 2007 році.

## Історія
Лейбл був заснований у 1996 році Річардом Бренсоном, через п'ять років після того, як він продав Virgin Records EMI. Керівництво V2 очолювали ті ж люди, що побудували відому повітряну кулю Бренсона, а контрольну позицію займала канадська публічна корпорація.  Компанія була реструктурована після того, як зіткнулася з фінансовими труднощами, коли Бренсон взяв під контроль і переосмислив бренд.
На 95% бренду належало Morgan Stanley, головному фінансисту компанії, і на 5% Бренсону. Протягом багатьох років V2 придбав Gee Street Records, Junior Boy's Own, Blue Dog Records і Big Cat Records. Лейбл також розповсюджував багато лейблів, таких як Wichita, Fania, Luaka Bop, City Slang і Modular. Stereophonics були першою групою, яка підписала лейбл.
Зараз V2 працює в Австралії, Бельгії, Канаді, Франції, Німеччині, Італії, Греції, Нідерландах, Іспанії, Ірландії, Швеції, Великобританії та США.  Він був розповсюджений у США компанією BMG; однак він пішов до WEA незабаром після створення Sony BMG. Його штаб-квартира була розташована за адресою 14 East 4th Street на Мангеттені, колишньому американському будинку Island Records, який знаходився в тій самій будівлі, що й колишня Гринвіч-Вілледж — філія Tower Records.

## Нинішні та минулі виконавці
- 12 Girls Band
- 12 Rods
- Acoustic Ladyland
- Alex Gold
- Alkaline Trio
- A.M. Sixty
- Amusement Parks on Fire
- Antique
- At the Drive-In
- Ben Christophers
- Benedict Cork
- Billy Crawford
- Brendan Benson
- Best Fwends
- Better Than Ezra
- Birthmark
- The Black Crowes
- The Black Keys
- Blaudzun
- Bloc Party
- The Blood Brothers
- Blood Meridian
- Blood Red Shoes
- Ane Brun
- Carla Bruni
- CSS
- Burning Brides
- Isobel Campbell
- Cold War Kids
- Cornershop
- The Cribs
- The Crocketts
- The Crystal Method
- Ray Davies
- The Datsuns
- N'Dea Davenport
- dEUS
- Dogs Die In Hot Cars
- Dope
- Doug E. Fresh
- Duke Special
- Jesse James Dupree
- Elbow
- Every Move a Picture
- Mary Fahl
- Fixkes
- Grandaddy
- Gosling
- Gravediggaz
- The Greenhornes
- Paul Hardcastle
- Maximilian Hecker
- The High Llamas
- Hundred Reasons
- Michael Hutchence
- iamamiwhoami
- The Icarus Line
- InMe
- Intwine
- Jaimeson
- Jape
- The Jesus and Mary Chain
- John Coffey
- Tom Jones
- Jungle Brothers
- Kings of Infinite Space
- Ed Kowalczyk
- Mark Lanegan
- Langhorne Slim
- Lethal Bizzle
- Liberty X
- Lori Lieberman
- Little Man Tate
- Kirsty MacColl
- Madasun
- Madness
- Aimee Mann
- Mark Foggo's Skasters
- Charlie Mars
- Tom McRae
- The Meligrove Band
- Mercury Rev
- Moby
- The Mooney Suzuki
- Jean-Louis Murat
- Nada Surf
- New Kingdom
- One Minute Silence
- Declan O'Rourke
- Over It
- P.M. Dawn
- Phoenix
- Polar Bear
- Ian Pooley
- pre)Thing
- The Raconteurs
- The Rakes
- Raghav
- Ra Ra Riot
- Regular Fries
- rinôçérôse
- Josh Ritter
- Roman Candle
- Katy Rose
- The RZA
- Nitin Sawhney
- Scott 4
- Semifinalists
- Skin
- Paul Sherry
- Smoke Fairies
- Soulsavers
- Spirit Nation
- Stereophonics
- Sugarcult
- Alice Temple
- Those Bastard Souls
- Tin Star
- Toots & the Maytals
- Tragedy Khadafi
- Underworld
- The White Stripes
- yourcodenameis:milo
- Vitamin C